# Kalasin (província)
Kalasin é uma província da Tailândia. Sua capital é a cidade de Kalasin.

## Distritos
A província está subdividida em 14 distritos (amphoes) e 4 subdistritos (king amphoes ). Os distritos e subdistritos estão por sua vez divididos em 134 comunas (tambons) e estas em 1509 povoados (moobans).

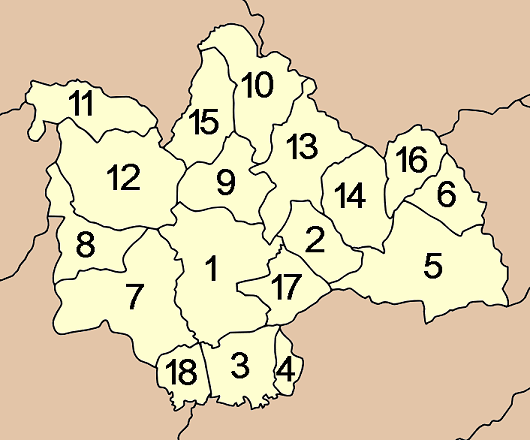
Distritos da província

| Amphoe                                                                                   |                                                                                                  | King Amphoe                                     |
| ---------------------------------------------------------------------------------------- | ------------------------------------------------------------------------------------------------ | ----------------------------------------------- |
| 1. Kalasin 2. Na Mon] 3. Kamalasai 4. Rong Kham 5. Kuchinarai 6. Khao Wong 7. Yang Talat | 1. Huai Mek 2. Sahatsakhan 3. Kham Muang 4. Tha Khantho 5. Nong Kung Si 6. Somdet 7. Huai Phueng | 1. Sam Chai 2. Na Khu 3. Don Chan 4. Khong Chai |